# Simziella
Genre
Simziella est un genre d'araignées aranéomorphes de la famille des Dictynidae.

## Distribution
Les espèces de ce genre se rencontrent en écozone holarctique.

## Liste des espèces
Selon World Spider Catalog (version 26, 12/07/2025) :
- Simziella annexa (Gertsch & Mulaik, 1936)
- Simziella canadas (Wunderlich, 2022)
- Simziella cebolla (Ivie, 1947)
- Simziella dunini (Danilov, 2000)
- Simziella major (Menge, 1869)
- Simziella palmgreni (Marusik & Fritzén, 2011)
- Simziella paramajor (Danilov, 2000)
- Simziella sancta (Gertsch, 1946)
- Simziella sotnik (Danilov, 1994)
- Simziella sylvania (Chamberlin & Ivie, 1944)
- Simziella teideensis (Wunderlich, 1992)
- Simziella tridentata (Bishop & Ruderman, 1946)
- Simziella tucsona (Chamberlin, 1948)
- Simziella tyshchenkoi (Marusik, 1988)

## Systématique et taxinomie
Ce genre a été décrit par Cala-Riquelme et Alequín en 2025 dans les Dictynidae.

## Publication originale
- Montana, Cala-Riquelme, Crews, Gorneau, Al-Jamal, Alequín, Spagna, Ballarin & Esposito, 2025 : « Tailor's drawer no more: a reappraisal of the spider family Dictynidae O. Pickard-Cambridge, 1871 sensu lato. » Zoological Journal of the Linnean Society, vol. 204, no 2, zlaf007, p. 1-97.